# Transizione spagnola
Con transizione spagnola o transizione democratica si intende il periodo storico in cui la Spagna abbandonò il regime dittatoriale del generale Francisco Franco, passando a una costituzione che consacrava uno Stato sociale, democratico e di diritto.

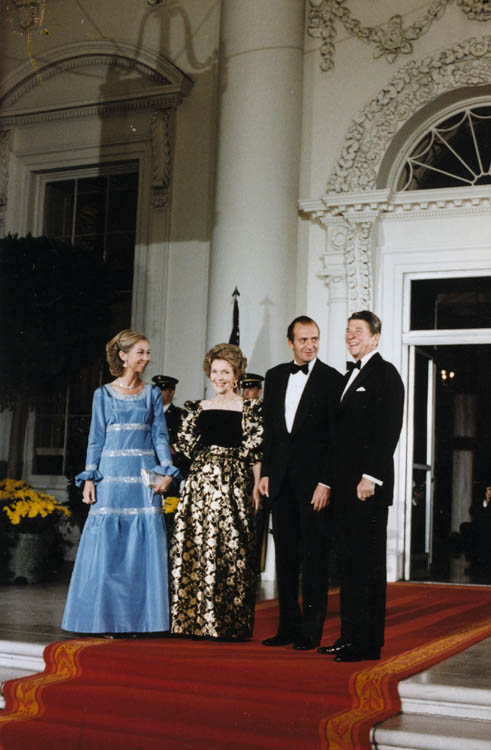
Visita dei reali spagnoli al presidente statunitense Ronald Reagan nel 1981, poco dopo il fallito colpo di Stato spagnolo del 1981.

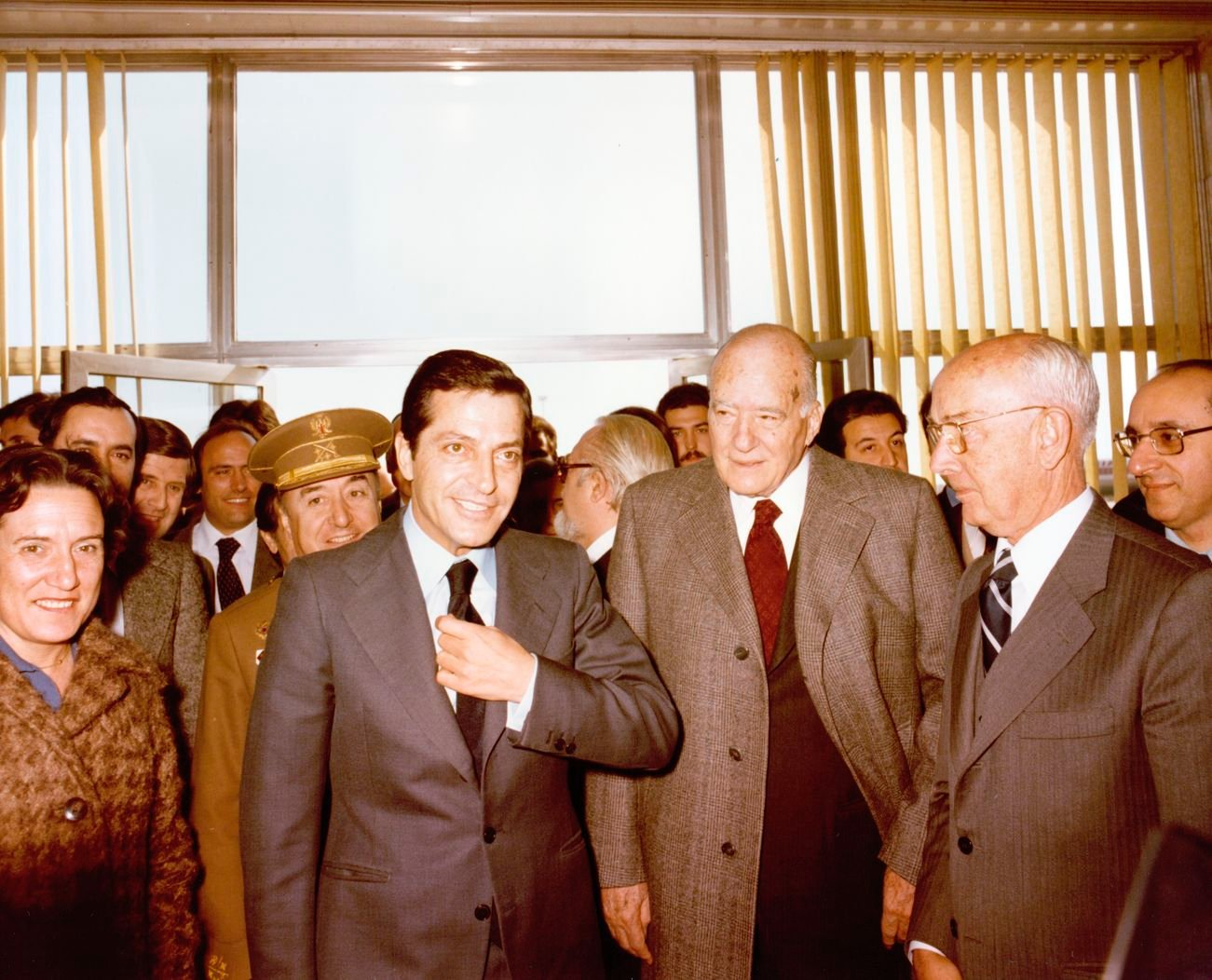
A sinistra Adolfo Suàrez, Presidente del Governo spagnolo, fautore e architetto della transizione insieme a Josep Tarradellas, Presidente della Generalità catalana

La transizione viene compresa negli anni 1975-1979, tra la proclamazione di Juan Carlos I di Borbone come re di Spagna il 22 novembre 1975, le prime elezioni generali del 1977, l'entrata in vigore della Costituzione il 29 dicembre 1978 e il 1º marzo 1979, data delle elezioni della prima legislatura. Altri storici giungono a comprendere l'intera prima legislatura, fino al 28 ottobre 1982, quando terminò il governo dell'Unione del Centro Democratico (partito che promosse l'approvazione della Costituzione del 1978, alla cui elaborazione partecipò con tre dei sette relatori incaricati della redazione del testo) e iniziò il governo del Partito Socialista Operaio Spagnolo.

## Contesto

### La Rivoluzione dei garofani portoghese
Il 25 aprile 1974 in Portogallo un'insurrezione militare  aveva provocato la caduta della dittatura dell'Estado Novo sorto nel 1933, dando origine ad una repubblica presidenziale democratica. La caduta del regime portoghese suscitò una forte inquietudine tra i franchisti, con manifestazioni di massa a favore della rivoluzione. Il 1º maggio 1974, più di un milione di persone marciarono per le strade di Lisbona, e le immagini vennero viste dal principe Juan Carlos, manifestando una forte inquietudine per un paese che, alla ricerca di una maggior giustizia sociale, si spostava politicamente verso una sinistra con una presenza considerevole di comunisti.
La situazione del Portogallo e della vicina Spagna, all'inizio della loro transazione democratica, presentavano sia differenze, che similitudini:
- Le dittature portoghese e spagnola erano le più longeve d'Europa; l'Estado Novo portoghese sorse nel 1933 (e lo Stato era retto da una dittatura militare già dal golpe del 1926), mentre quella spagnola fu instaurata attraverso il colpo di Stato del 1936 e la successiva guerra civile, con l'appoggio del neo regime portoghese.
- Le forze democratiche di destra, o conservatrici, portoghesi, praticamente inesistenti alla vigilia dei cambiamenti sociali e politici che si stavano avvicendando, raggiunsero, nelle prime elezioni democratiche, il 42,9% dei voti.
- La sinistra, con la miglior organizzazione e il maggiore appoggio in entrambi i paesi, era rappresentata dai comunisti, il portoghese PCP e lo spagnolo PCE, mentre i socialisti iniziarono a riorganizzarsi solo nel corso degli anni settanta.
- L'importante presenza di nuove classi medie che chiedevano un cambiamento pacifico e maggior giustizia sociale, tra le altre cose, a causa dell'esperienza della guerra civile in Spagna o della guerra coloniale del Portogallo.
- Il fallimento della partecipazione sociale in entrambi i sistemi a partito unico.
- Era fallito il tentativo riformista di proseguire con il regime a partito unico attraverso una serie di cambiamenti, adottata dai governi di Carlos Arias Navarro (1974-1976) e Marcello Caetano (1968-1974).
- Sia il PSOE con il suo sindacato UGT, che il PCE con il CCOO, in un primo momento ritennero giusto il modello di rottura dal passato e la formazione di un governo provvisorio.
- Tra le forze armate sorsero nuove organizzazioni che sosteneveno i cambiamenti: in Portogallo il Movimento delle Forze Armate portoghesi, mentre in Spagna l'Unione Militare Democratica e l'Unione Democratica dei Soldati.
- Molti mezzi di comunicazione di entrambi i paesi vennero censurati, in quanto appoggiavano e difendevano i nuovi cambiamenti politici e sociali.

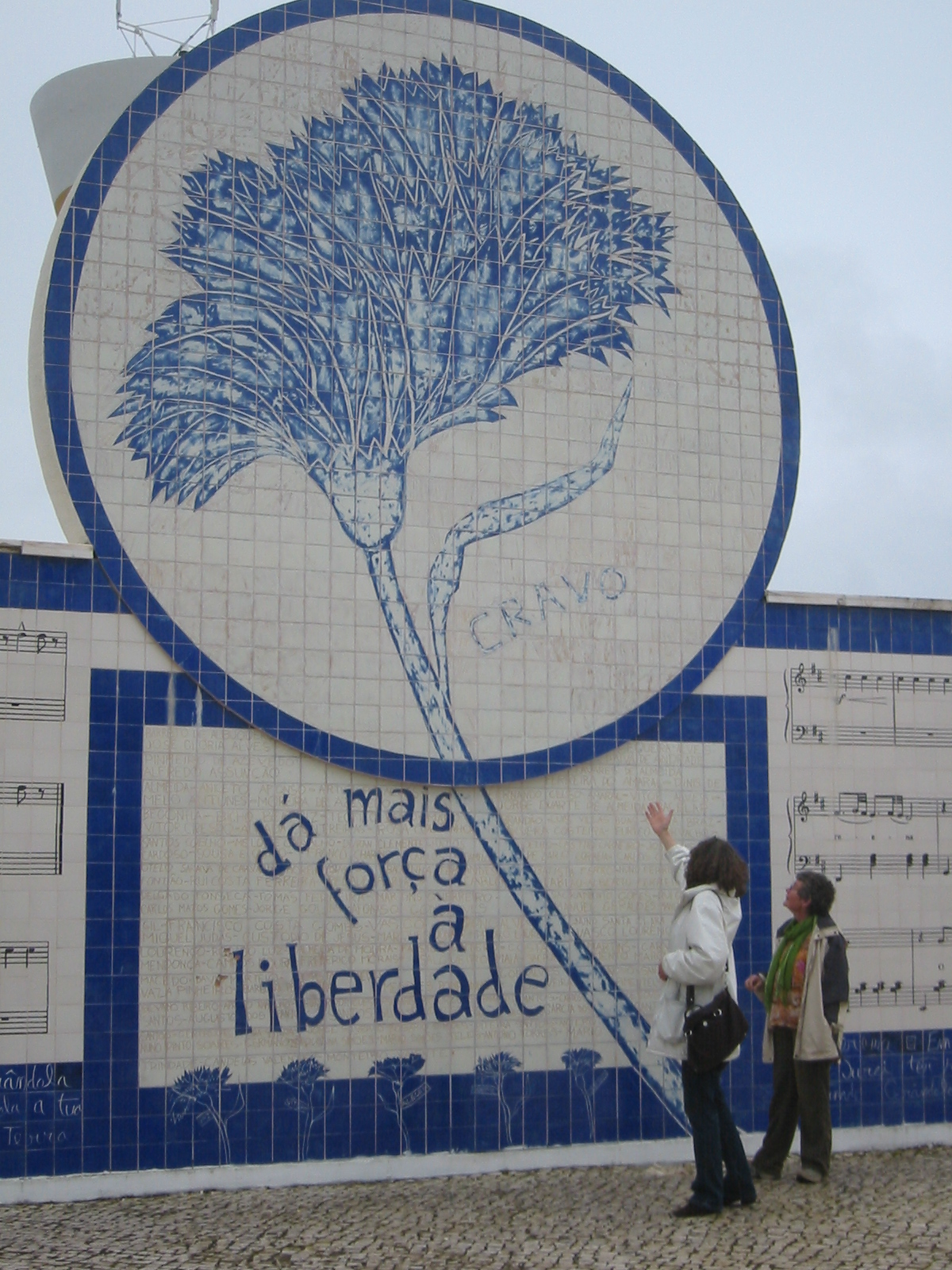
Monumento commemorativo della rivoluzione portoghese a Grândola

- La veloce decolonizzazione del Sahara occidentale venne influenzata dalla contemporanea e sanguinosa decolonizzazione portoghese, che aveva sofferto molto di più le conseguenze di una lunga guerra coloniale in Africa.

La transizione aveva suscitato preoccupazione anche nelle cancellerie occidentali: Willy Brandt sosteneva che, quanto più la sinistra si fosse inserita in Portogallo, tanto più la destra si sarebbe inserita in Spagna. Henry Kissinger si espresse nella stessa direzione, mostrandosi d'accordo sul fatto che non si dovesse ripetere nel paese vicino e che non era accettabile che, alla morte di Franco, non fosse presente un'opposizione moderata. È proprio durante questi anni che la Piattaforma Democratica guidata dal PSOE si affiancò, quasi alla pari, alla Giunta Democratica del PCE.

### La morte del Caudillo
Dopo l'attentato dell'Eta del 20 dicembre 1973, dove perse la vita il primo ministro e capo del governo, ammiraglio Carrero Blanco, e la malattia di Franco, gran parte del potere era nelle mani del franchista Carlos Arias Navarro, nuovo presidente del governo. Questi cercò di introdurre alcune riforme all'interno del decadente regime, trovandosi a lottare tra le sue due fazioni: gli ortodossi del franchismo e gli aperturisti che promuovevano una transizione verso un regime democratico con elezioni libere. Per qualche mese, nel 1974, Juan Carlos divenne anche capo dello Stato supplente per la malattia di Franco. Nell'autunno del 1975 Franco entrò in coma e si sospettò che fu tenuto in vita artificialmente per alcune settimane, fino alla data ufficiale della morte, il 20 novembre 1975.
Il cosiddetto Consiglio di Reggenza assunse, in maniera transitoria, le funzioni di Capo dello Stato fino al 22 novembre 1975, giorno in cui Juan Carlos I di Borbone venne proclamato re davanti alle Cortes e al Consiglio del Regno.

### Il ruolo politico del re Juan Carlos I
Due giorni dopo la morte di Franco, il 22 novembre 1975, don Juan Carlos di Borbone divenne Capo di Stato, proclamato re, in virtù della Legge sulla Successione nel Comando dello Stato. Fino a quel momento, il principe si era mantenuto discretamente in secondo piano, seguendo il modello di Franco. La sparizione del Caudillo, tuttavia, avrebbe permesso a Juan Carlos di agevolare, come re di Spagna, l'introduzione di un sistema politico democratico nel paese. Questo progetto raccoglieva ampi consensi sia dentro che fuori la Spagna: i paesi occidentali, un settore importante del capitalismo spagnolo ed internazionale, la maggior parte dell'opposizione al franchismo ed una parte crescente proprio del regime franchista.
Nonostante ciò, la transizione dovette superare le resistenze originate dal proprio regime, in uno sfondo di tensioni causate da gruppi radicali di estrema sinistra e da gruppi franchisti di estrema destra. Questi ultimi, inoltre, avevano un forte appoggio all'interno dell'esercito. Questi gruppi minacciavano di deteriorare la situazione politica all'eccesso, dando inizio ad un processo involutivo.
La realizzazione di questo progetto richiedeva che l'opposizione controllasse i propri sostenitori, in modo da evitare qualsiasi provocazione, e che l'esercito non cedesse alla tentazione di intervenire nel processo politico per salvare le strutture franchiste. La condotta politica di Juan Carlos e dei suoi collaboratori si mosse in questa doppia direzione.
Davanti alla nuova tappa storica che si apriva, c'erano tre atteggiamenti chiaramente diversi:
- I sostenitori del regime franchista (conosciuti come ultras o el búnker), difensori del mantenimento della "legalità franchista" o, come molti, della sua attuazione. Nonostante lo scarso appoggio sociale, l'esercito aveva un peso rilevante, insieme ad un organo fondamentale all'interno dell'organizzazione dello Stato, il Consiglio del Regno.
- L'opposizione democratica, organizzata inizialmente in due associazioni di partiti politici, la Giunta Democratica e la Piattaforma di Convergenza Democratica, nota come Platajunta. Questa difendeva la frattura legale con il regime franchista per passare direttamente ad uno Stato democratico.
- Altri esponenti moderati del Movimiento Nacional, come Torcuato Fernández-Miranda Hevia, professore di Diritto politico di Juan Carlos I, e l'ex ministro Manuel Fraga Iribarne, sostenevano di dover riformare le Leggi Fondamentali del Movimento mediante nuove disposizioni, per giungere così alla democrazia evitando vuoti legali.

Juan Carlos iniziò il suo regno senza uscire dai binari della "legalità franchista". Giurò così fedeltà ai princìpi del Movimiento, prese possesso della corona davanti alle Cortes franchiste e rispettò la Legge Organica dello Stato del 1966 per la nomina del suo primo Capo di Stato. Nonostante ciò, già nel suo discorso davanti alle Cortes si mostrò aperto ad una trasformazione del sistema politico spagnolo.

## Il governo di Arias Navarro
Lo stesso Carlos Arias Navarro presiedette il primo governo di Juan Carlos. Per questa nomina il re si adattò ai modelli della Legge Organica dello Stato: il Consiglio del Regno propose una lista di candidati affini al franchismo, e, tra questi, il re scelse Arias Navarro. Nel corso dei primi momenti del suo mandato, il re collocò uno dei suoi fedeli collaboratori alla presidenza del Consiglio del Regno e delle Cortes Españolas, Torcuato Fernández-Miranda Hevia, un vecchio franchista che, nonostante questo, condivideva con il monarca la necessità che la Spagna sviluppasse un sistema democratico, apportando le sue solide conoscenze giuridiche a questo progetto.
Purtroppo, la nomina di Arias Navarro mostrava al popolo che non vi era un reale interesse politico verso grandi trasformazioni politiche. Nonostante ciò, per iniziativa reale e del presidente del Consiglio del Regno, entrarono a far parte del nuovo governo ministri chiaramente riformisti, come Manuel Fraga Iribarne (Ministro del Governo), José María de Areilza (Ministro degli Affari esteri) e Antonio Garrigues (Ministro della Giustizia). Questi avevano rifiutato al momento lo "Statuto delle Associazioni di Movimento". Si fece anche affidamento sulla presenza del democristiano Alfonso Osorio come Ministro della Presidenza e di due esperti nell'apparato del movimento, Rodolfo Martín Villa (Ministro dei Sindacati) e Adolfo Suárez (Ministro del Movimento). Per mantenere l'equilibrio, venne nominato come vicepresidente per la Difesa un militare incondizionatamente franchista: il generale Fernando de Santiago y Díaz de Mendívil.
La timida riforma politica promossa da questo gabinetto fu limitata alle leggi di riunione, di manifestazioni e di associazioni politiche. La "Legge di riunione e manifestazione" ampliava la libertà di riunirsi senza che fosse necessaria un'autorizzazione. La "Legge delle associazioni politiche" consentiva la creazione di gruppi politici, anche senza la forma legale di partito politico; inoltre, dovevano accettare i principi del Movimento e le Leggi Fondamentali. A queste condizioni si iscrissero solamente sette associazioni.
Il nuovo governo doveva affrontare una situazione molto difficile. Il malcontento dell'opposizione stava aumentando, le manifestazioni per le richieste di amnistia erano frequenti e nel Paese basco la tensione cresceva incessantemente. Soprattutto l'ETA e, in misura minore, altri gruppi armati continuavano con gli attentati, mentre si manifestavano molteplici atti di protesta popolare.

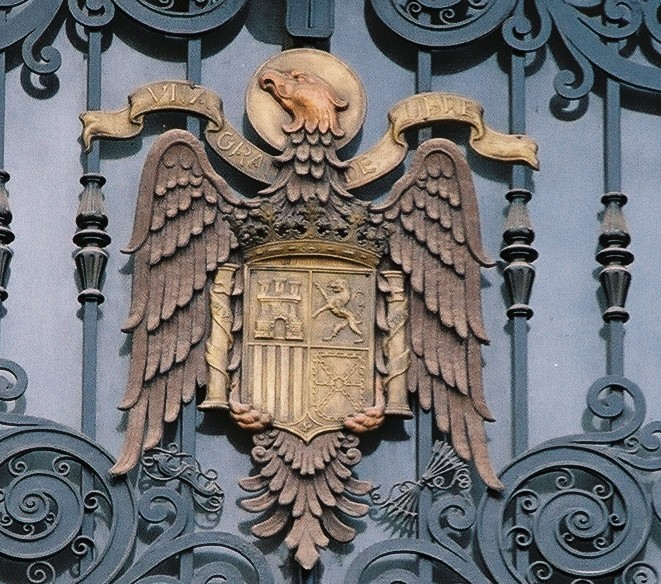
Immagine del regime franchista

### Gli eventi di Vitoria
Durante il mese di gennaio 1976 circa 6.000 lavoratori iniziarono uno sciopero a Vitoria contro il decreto sui limiti salariali ed in difesa di migliori condizioni di lavoro. Due mesi dopo, il 3 marzo 1976, venne indetto per la terza volta uno sciopero generale, al quale partecipò la stragrande maggioranza dei lavoratori locali. Lo stesso giorno la polizia armata entrò nella chiesa di San Francesco di Vitoria, nella quale era prevista un'assemblea di lavoratori e, opponendosi alla decisione del parroco ed al contenuto del Concordato, minacciò lo sfratto. Qualche secondo dopo la polizia sparò, in un recinto chiuso e stipato di persone, gas lacrimogeni, provocando indignazione e soprattutto panico. Quelli che uscirono dall'ingresso furono brutalmente bastonati dai due fianchi, mentre i restanti poliziotti, di fronte, sparavano con mitra e pistole. Rimasero uccisi Pedro María Martínez Ocio, lavoratore delle Forjas Alavesas, di 27 anni, Francisco Aznar Clemente, panettiere e studente, di 17 anni, Romualdo Barroso Chaparro, di Agrator, di 19 anni, e José Castillo, di Basa (Grupo Arregui), di 32 anni. Due mesi dopo morì Bienvenido Pereda, lavoratore del Grupos Diferenciales, di 30 anni. Due operai furono assassinati direttamente sul luogo dei fatti; vi furono quattro feriti gravissimi, di cui tre poi morti, più di sessanta feriti gravi, metà dei quali con ferite da pallottola, e centinaia di feriti lievi.
Il sabato seguente Manuel Fraga Iribarne, allora Ministro del governo e dell'interno, insieme a Rodolfo Martín Villa, Ministro delle relazioni sindacali e al generale Campano, direttore della Guardia Civil, cercò, visitando i feriti, di ridurre l'impatto negativo sul governo. Il giovedì successivo, il Segretario generale del SPD tedesco cancellò un incontro con Fraga Iribarne, il quale partecipava ad una campagna diplomatica per promuovere la transizione diplomatica in atto.
Questi incidenti accelerarono l'azione dell'opposizione democratica e la sua unità d'azione. La Giunta Democratica e la Piattaforma di Convergenza si fusero nel Coordinamento Democratico o Platajunta il 26 marzo 1976. Questa nuova giunta fu in grado di esercitare una maggiore pressione politica sul governo, reclamando l'amnistia, la libertà sindacale, la democrazia e il rifiuto delle leggi riformiste.

### La processione di Montejurra
Un attacco armato, avvenuto a Montejurra il 9 maggio 1976, fu organizzato dal SECED, con il nullaosta governativo, utilizzando una delle correnti politiche carliste con la cosiddetta Operazione Riconquista, concludendosi con due morti di fronte alla passività ed alla collaborazione della Guardia Civile. A partire dagli anni quaranta, a Montejurra, monte consacrato al carlismo, viene celebrata annualmente una Via Crucis. Quando stava per iniziare la processione dal monastero di Iratxe, un gruppo di favoreggiatori di Sesto di Borbone attaccarono con pietre e colpi di manganello le persone riunite, sostenitori di Carlos Hugo, davanti all'impassibilità della Guardia Civile e della Polizia Armata. Uno degli aggressori estrasse una pistola e sparò, ferendo a morte un carlista.
Poco dopo l'inizio dell'ascensione al monte, quasi all'arrivo in cima, i carlisti si imbatterono in un altro gruppo armato che, dopo aver agito violentemente, sparò una serie di colpi e raffiche contro i pellegrini. Il risultato fu di un morto con una pallottola al cuore e vari feriti.
L'opposizione democratica accusò il governo di connivenza con gli aggressori, basandosi sull'incapacità di mantenere l'ordine pubblico, nonostante l'ampia presenza di polizia, sulla facilità con cui gli assassini poterono fuggire e sul fatto che non giunsero ad essere sottoposti a giudizio, in quanto beneficiarono dell'amnistia politica del 1977.

### La scalata del terrorismo: ETA, GRAPO e l'estrema destra

Bandiera del GRAPO

I tre gruppi terroristici principali attivi in questo periodo erano:
- Il gruppo maoista del GRAPO: gli attentati erano rivolti contro le forze armate e di sicurezza, definite come strumenti di repressione di uno stato capitalista ed oppressore che ingannava il popolo lavoratore, sia attraverso la dittatura, che con la falsa democrazia occidentale, liberale e borghese.
- L'ETA, organizzazione nazionalista basca e marxista-leninista rivoluzionaria, che organizzava attacchi terroristici contro lo Stato centrale spagnolo ed esponenti del regime franchista.
- I gruppi di terrorismo tardo-franchista, che adottavano diversi nomi, nonostante condividessero gli stessi pensieri e scopi: attaccavano soprattutto i comunisti, le organizzazioni e qualsiasi individuo fosse a loro collegato.

Dall'altro lato, i gruppi di opposizione si dimostravano sempre più impazienti, chiedendo che il regime franchista venisse smantellato nel minor tempo possibile. L'unione delle forze politiche dell'opposizione nel marzo 1976 diede origine alla creazione del Coordinamento Democratico. In questo modo l'opposizione boicottava i tentativi del governo di dividerla, attirando a sé i settori più moderati, lasciando il PCE, gli altri gruppi di sinistra ed i nazionalisti catalani e baschi nell'illegalità. Anche l'opposizione moderò il suo atteggiamento, esigendo una rottura o una riforma patteggiata che l'avvicinasse di fatto ai progetti riformisti del governo.
Al contrario i freni del governo nel guidare il cambiamento politico diventarono sempre più evidenti. Arias Navarro, molto sensibile alle pressioni del búnker, trovava scarso margine di manovra di fronte agli elementi riformisti del proprio gabinetto, mentre questi si scontravano con le Cortes franchiste nei loro primi tentativi riformisti; nel giugno 1976, dopo la pubblicazione della Legge sul diritto di associazione dei partiti politici, dai quali rimanevano esclusi i partiti comunisti, vennero insoddisfatti gli intenti di Fraga e Areilza di modificare il Codice penale, che considerava criminale l'affiliazione a qualsiasi partito politico. Nonostante le pressioni di Fernández Miranda, il 30 giugno 1976 non ne permisero l'approvazione. Il processo verso un cambiamento di governo era ormai inevitabile, e lo stesso re, dopo essersi dichiarato pienamente favorevole alla creazione di un sistema democratico in Spagna durante un viaggio negli Stati Uniti, decise il 5 luglio 1976, di pretendere le dimissioni di Carlos Arias.
Il re, il 1º luglio 1976, forzò le dimissioni di Arias Navarro a causa della sua incapacità di affrontare sia i gravi problemi di ordine pubblico che al rifiuto di smantellare definitivamente il regime franchista.

## Il governo di Adolfo Suárez
Torcuato Fernández-Miranda Hevia, presidente del Consiglio del Regno, ottenne che, nella nuova terna di candidati alla presidenza del governo, entrasse lo stesso segretario generale del Movimiento, Adolfo Suárez González, il quale avrebbe dovuto realizzare un'operazione politica estremamente difficile: convincere i politici del sistema franchista insediati nelle Cortes Españolas a smantellare il sistema stesso. In questo modo veniva formalmente rispettata la legalità franchista e si evitava, per quanto possibile, il pericolo di un intervento dell'esercito nel corso del processo di transizione.

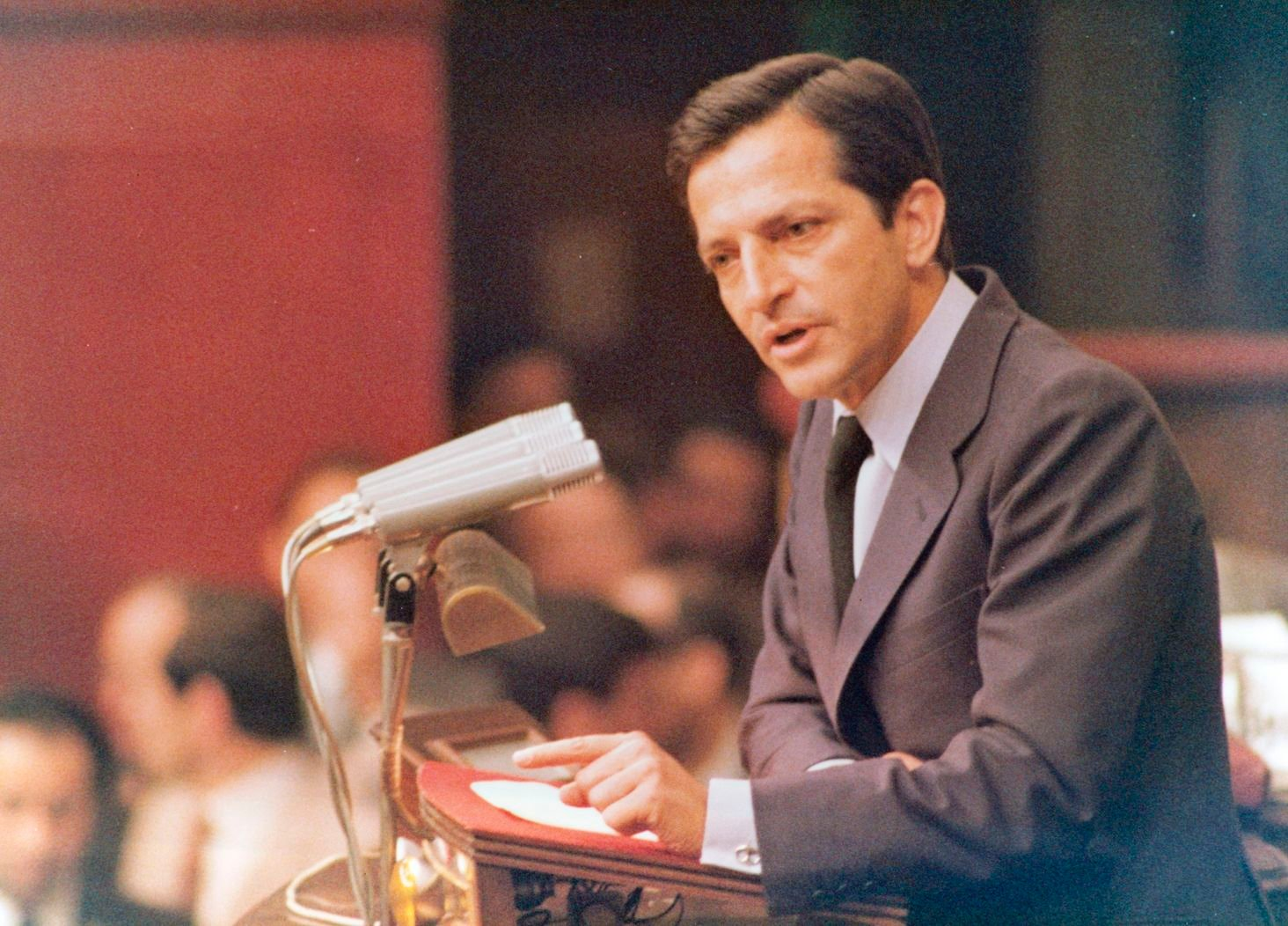
Il principale politico e fautore della Transizione spagnola verso la democrazia, il presidente del Governo di Spagna Adolfo Suárez (in questa foto presso il Congresso dei Deputati)

Fraga e Areilza si autoesclusero dal nuovo governo, mentre la rappresentanza militare non raccolse l'invito di mettersi da parte. Molti dei nuovi ministri appartenevano già ad associazioni politiche protette dalla nuova legge. Il 6 luglio 1976 Adolfo Suárez presentò in televisione un programma politico molto chiaro basato su due punti:
- Elaborazione di una Legge sulla riforma politica che, una volta approvata dalle Cortes e dagli spagnoli con un referendum, avrebbe permesso di attivare un processo costituente per realizzare un sistema di democrazia liberale.
- Convocazione di elezioni democratiche entro il 30 giugno 1977.

Per raggiungere il suo obiettivo, Suárez doveva convincere l'opposizione e l'esercito a non interrompere il processo; inoltre doveva controllare la situazione nel Paese basco, ormai insostenibile. Nonostante tutto, il progetto di Suárez venne applicato senza ritardi tra giugno 1976 e il giugno 1977.

### Il programma politico di Suárez
Nel corso di questo breve periodo, Suárez si mosse su vari fronti per realizzare il progetto riformista:

#### La legge sulla riforma politica
Il progetto, elaborato dal governo nel settembre 1976, doveva aprire la porta ad un sistema di democrazia parlamentare. Non definiva e delimitava ciò che sarebbe diventato il nuovo sistema politico, semplicemente eliminava gli ostacoli posti dal regime franchista all'insediamento di un sistema democratico. In realtà, era l'atto di liquidazione del franchismo, approvato proprio dalle Cortes Españolas. Durante il mese di novembre la legge venne discussa dalle Cortes e, sotto la presidenza di Fernández Miranda, venne approvata con 425 voti a favore, 59 contro e 13 astenuti. Il governo volle legittimare questa operazione sottoponendo la nuova legge ad un referendum, al quale partecipò il 77,72% dell'elettorato, di cui il 94% diede l'approvazione.
A partire da questo momento il processo elettorale era già aperto per scegliere i deputati delle Corti Costituenti, incaricate di elaborare una nuova Costituzione.
Suárez aveva un problema importante da risolvere: l'assimilazione dell'opposizione clandestina al processo di democratizzazione, ormai attivato. Per questo affrontò uno dei problemi più delicati, la legalizzazione delle forze di opposizione.
L'8 febbraio 1977 venne approvato un decreto legge sulla riforma politica e successivamente, nel marzo 1977, venne legalizzata gran parte dei partiti politici, mentre con un altro decreto legge vennero stabiliti i requisiti per la loro legalizzazione. In caso di dubbi, il Ministero degli Interni avrebbe rimesso la documentazione al Tribunale Supremo affinché decidesse.
Fu necessario riformare anche il Codice Penale, che considerava sanzionabili alcune questioni fondamentali, come l'appartenenza ai partiti politici, e proibiva di associarsi per i seguenti motivi:
- la sovversione dell'ordine pubblico o l'attacco all'unità della patria. Così venivano considerate tutte le associazioni di carattere nazionalista periferico non spagnolo.
- l'adesione ad una disciplina internazionale, con l'intenzione di stabilire un regime totalitario. Questa proibizione era stata approvata, in particolare, contro il PCE, che dipendeva in un certo modo dall'Unione Sovietica, nonostante si trovasse già nella corrente riformista dell'eurocomunismo, e che pretendeva di imporre in Spagna una democrazia proletaria.

Con questi cambiamenti vennero legalizzati tutti i partiti e le organizzazioni più importanti:
- di estrema destra o nazionalsindacalisti: la Falange Española de las JONS del leader falangista Raimundo Fernández-Cuesta, Fuerza Nueva di Blas Piñar ed il CEDADE.
- di destra o conservatori: il principale fu il Alleanza Popolare (AP) di Manuel Fraga Iribarne, che riunì una parte della destra post-franchista.
- di centro o riformisti: l'UCD, di Adolfo Suárez, che comprendeva un insieme eterogeneo di gruppi moderati di destra e centristi di diverse ideologie (democristiani, social-democratici e liberali) ed una parte del regime che appoggiava le nuove riforme. Si consideravano di centro anche alcuni partiti nazionalisti periferici, come il Partito Nazionalista Basco (PNV) ed il Patto Democratico di Catalogna (PDC), comandato dalla Convergenza Democratica di Catalogna di Jordi Pujol i Soley e Miquel Roca.
- di sinistra o progressisti: i due partiti principali erano il Partito Socialista Operaio Spagnolo (PSOE), di idee pragmatiche sulla politica, ed il PCE, legalizzato il 9 aprile.

Il PCE, dopo un ricorso al Tribunale Supremo, dichiarò che avrebbe rispettato la riforma costituente e la legalità e si accordò, attraverso la mediazione del proprio leader Santiago Carrillo, con il governo, accettando di abbandonare la richiesta di restaurazione della repubblica. Suárez approfittò delle vacanze della Settimana Santa per legalizzarlo, sciogliere il suo stesso partito unico della dittatura, il Movimiento, e minimizzare l'impatto della decisione. Però il Ministro della Marina si dimise immediatamente e lo stesso Manuel Fraga Iribarne giunse a considerarlo come un vero colpo di Stato. Quel giorno venne chiamato, con una certa ironia, il Sabato Santo Rojo Due giorni dopo venne legalizzato anche il Partito Socialista Unificato di Catalogna (PSUC).
Altri partiti importanti furono la Sinistra Repubblicana di Catalogna (ERC), di ideologia nazionalista catalana e repubblicana, che aveva già governato nella deposta Generalità di Catalogna durante la Seconda Repubblica, ed Euskadiko Ezquerra (EE), che anni dopo si integrerà al PSOE.
- di estrema sinistra o rivoluzionari; con la legalizzazione del PCE, se ne sommeranno una parte alla legalizzazione o chiederanno direttamente l'astensione, fra cui il blocco del Fronte Democratico di Sinistra (FDI), appoggiato dal Partito del lavoro di Spagna (PTE), ed organizzazioni affini di ideologia marxista-leninista ed influenzati dall'ideologia di Mao Zedong o il blocco Fronte per l'Unità dei Lavoratori, che non ottennero rappresentanze parlamentari.

### Il governo e l'opposizione
Per dare credibilità al suo progetto, il governo adottò una serie di misure politiche. Nel luglio 1976 vi fu un'amnistia politica parziale, ampliata nel marzo 1977 e portata a termine nel maggio 1977. Nel dicembre 1976 il Tribunale di Ordine Pubblico si sciolse. Nel marzo 1977 venne riconosciuto il diritto di base di sciopero e nell'aprile 1977 venne sancita la libertà sindacale. Venne anche emanata una legge elettorale con le condizioni necessarie per adeguarsi a quelle dei paesi con un sistema di democrazia liberale e parlamentare.
Con tutte queste misure, Suárez mise in atto le condizioni volute dai gruppi all'opposizione a partire dal 1974. Questi si erano riuniti nel novembre 1976 per creare una piattaforma di organizzazioni democratiche. Suárez aveva iniziato i suoi contatti politici nell'agosto 1976 con l'opposizione, incontrando Felipe González, Segretario generale del PSOE. La disponibilità del leader socialista diede a Suárez il coraggio di portare avanti il suo progetto politico, ma tutto il mondo avvertiva chiaramente che il grande problema per la normalizzazione politica del paese era il riconoscimento del PCE. Questo costituiva, in quel momento, il gruppo politico più organizzato e con maggior numero di militanti dell'opposizione, ma in un incontro con i comandi più distaccati dell'esercito, nel settembre 1976, venne chiaramente manifestata l'opposizione alla legalizzazione del PCE.
Nel dicembre 1976 il PSOE celebrò a Madrid il suo XXVII Congresso, staccandosi dalla linea del PCE ed affermando di voler partecipare alla prossima convocazione elettorale per le Corti Costituenti. All'inizio del 1977, anno previsto per convocare le elezioni generali, Suárez decise di affrontare il problema del PCE. Nel febbraio 1977 contattò Santiago Carrillo, Segretario generale del PCE, disponibile ad offrire, senza contropartite, un patto sociale per il periodo successivo alle elezioni.
Il 24 gennaio 1977 ebbr luogo la mattanza di Atocha, l'attentato più significativo dell'estrema destra ad un ufficio del Diritto del lavoro collegato al Partito comunista Spagnolo, nella madrilena strada di Atocha, dove furono assassinati cinque militanti e altri quattro vennero feriti gravemente. Questo attentato criminale e fascista fu la causa della prima manifestazione di massa della sinistra nel paese dalla Seconda Repubblica. Questo, e la freddezza mantenuta da parte di Santiago Carrillo, spinsero Suárez a portare a termine la polemica legalizzazione di quel partito.

### I rapporti con i militari
Adolfo Suárez conosceva bene il cosiddetto búnker, un gruppo di autorità, composto tra gli altri da José Antonio Girón e Blas Piñar, appoggati dal quotidiano El Alcázar. Inoltre il gruppo aveva contatti molto stretti con alti ufficiali dell'esercito. Queste forze reazionarie e fasciste potevano costituire un ostacolo insuperabile, e addirittura un pericolo di colpo di Stato con l'instaurazione di un regime di governo militare.
Per uscire da questa difficoltà, Suárez cercò l'appoggio dei militari liberali del circolo del generale Díez-Alegría, cercando di collocarli in posti di responsabilità, come il generale Manuel Gutiérrez Mellado. Tuttavia, nel luglio 1976, il vicepresidente per gli affari della difesa era ancora il generale Fernando de Santiago, che apparteneva al nucleo reazionario fascista. Nel settembre 1976 de Santiago, inquieto per la prima amnistia, si oppose frontalmente alla legge sulla libertà sindacale. Il 21 settembre 1976 Suárez destituì de Santiago e nominò al suo posto il generale Manuel Gutiérrez Mellado, il che produsse numerosi scontenti tra le forze armate, e la legalizzazione del PCE, mesi più tardi, portò alle dimissioni immediate del Ministro della Marina.
Tuttavia, nel frattempo, Gutiérrez Mellado fu in grado di promuovere ufficiali sostenitori della riforma e di sostituire i comandi delle forze di sicurezza, Polizia Armata e Guardia Civil con i sostenitori del nuovo regime.
Suárez voleva dimostrare all'esercito che la normalizzazione politica del paese non implicava né l'anarchia né la rivoluzione, facendo affidamento sulla collaborazione di Santiago Carrillo, ma i gruppi terroristi non mollavano la presa, né a destra né a sinistra.

## L'inasprimento del terrorismo
In questo periodo il Paese basco fu oggetto di un'attività politica fuori dal comune. Le rivendicazioni di un'amnistia politica, soprattutto la proclamazione della settimana pro-amnistia dall'8 al 15 maggio 1976, durante la quale morirono sette persone a causa della repressione, obbligarono Adolfo Suárez a concederla in diverse tappe, fino all'amnistia totale del maggio 1977. Tuttavia, gli scontri continui tra polizia e manifestanti non aiutavano a rasserenare gli animi. L'ETA, dopo una certa tregua nell'estate del 1976, in ottobre riprese gli attentati. Il 4 ottobre 1976 l'ETA uccise, a San Sebastián, Juan María de Araluce y Villar, consigliere del regno. Fu soprattutto tra dicembre e gennaio che si scatenò un insieme di azioni violente che condussero il paese in una situazione politica estremamente instabile e rischiosa.
Il GRAPO agì, piazzando diverse bombe ed attraverso il sequestro di due importanti personalità del regime: il Presidente del Consiglio dello Stato, José María de Oriol, ed il generale Villaescusa, presidente del Consiglio Superiore di Giustizia Militare. La "mattanza di Atocha" avvenne durante questi sequestri, quando un comando di estrema destra uccise nella capitale cinque avvocati del PCE. Alcuni giorni prima, due studenti vennero uccisi dalla polizia antisommossa nel corso di due distinte manifestazioni.
Tuttavia, per la prima volta, buona parte dei leader dell'opposizione, riuniti con il Primo ministro, pubblicarono un comunicato di denuncia del terrorismo e di sostegno alla condotta di Suárez. Nonostante ciò, le forze fasciste del búnker approfittarono strumentalmente dell'inquietudine del momento per denunciare il fatto che il paese stesse precipitando nel caos.

## Le prime elezioni

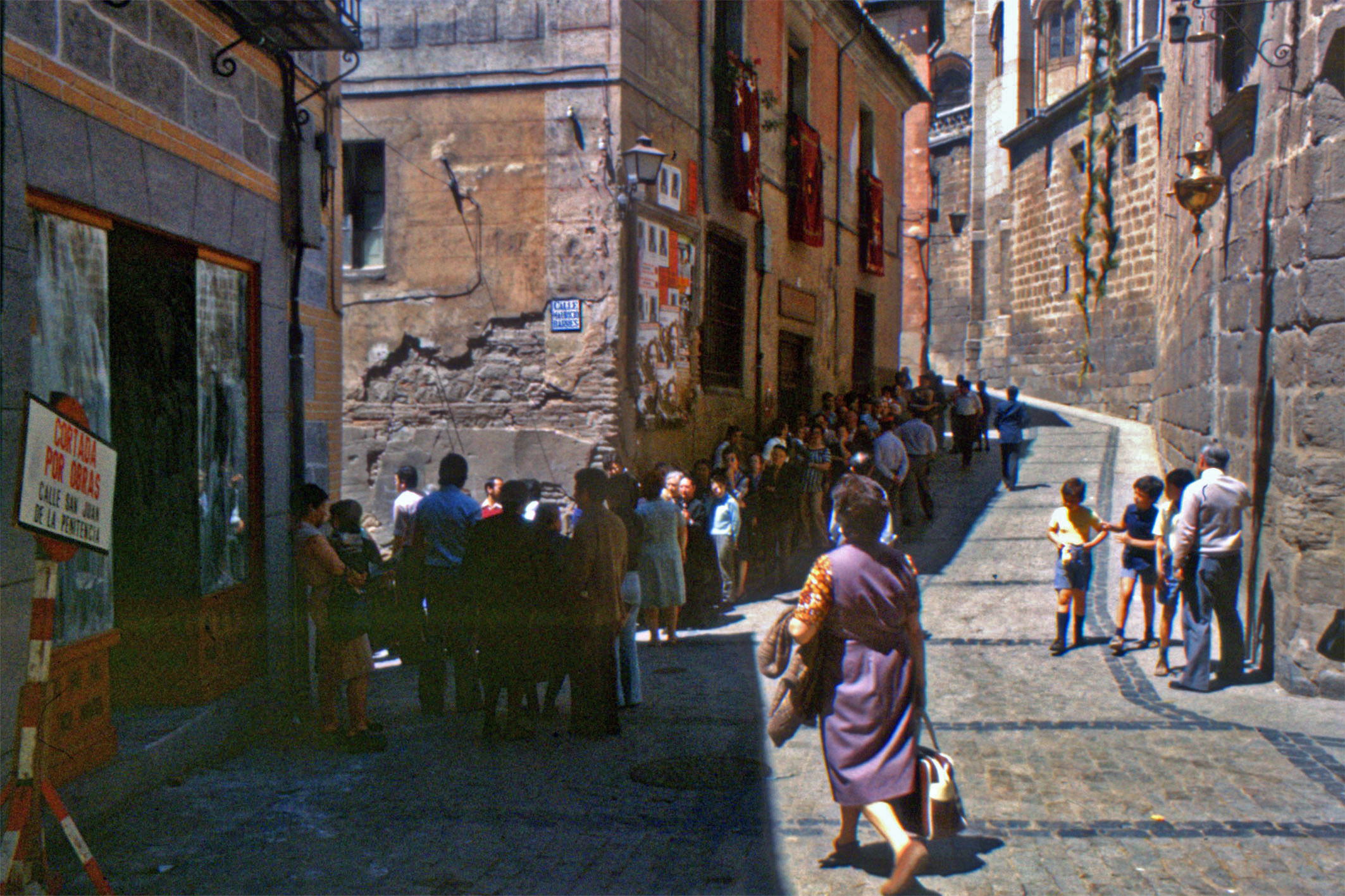
Toledo, 15 giugno 1977: elezioni generali

Come previsto l'anno precedente, le elezioni generali si tennero il 15 giugno 1977, le prime dal 1936, e diedero la maggiore rappresentanza a quattro partiti politici: uno di ideologia centrista-riformista, l'UCD (34,4%) del primo ministro Suárez, due di sinistra, il PSOE (29,3%) e il PCE (9,4%) ed il partito conservatore AP (8,5%).
Si distinse il forte consenso locale di partiti nazionalisti, soprattutto in Catalogna con il blocco del PDC e nei Paesi baschi con il PNV.

### I governi dell'UCD
Il partito vincitore, l'UCD, formò un governo durato due legislature, nel giugno 1977 e nel marzo 1979, governo che, non avendo la maggioranza assoluta di seggi alle nuove Corti Generali, dovette far affidamento sull'appoggio o sul consenso di altri partiti. Alla guida del governo fu sempre designato Adolfo Suárez.

### I regimi pre-autonomi: Catalogna, Paesi baschi e Galizia.
Dopo le elezioni, con i risultati in Catalogna e Paesi baschi, il governo concesse la creazione di istituzioni pre-autonome. Furono promulgate leggi che consentivano ai deputati costituiti in assemblee parlamentari che ne facessero richiesta, l'autonomia provvisoria alle regioni. Era il primo passo nella formazione della struttura territoriale della nazione spagnola, già concordata nella nuova Costituzione.
La prima pre-autonomia concessa fu quella della Catalogna: il 29 settembre 1977 venne ristabilita la Generalità della Catalogna e Josep Tarradellas, storico politico nazionalista in esilio, ne diventò il nuovo presidente il 23 ottobre 1977.
Nei Paesi baschi la situazione politica era dominata dal PNV, che richiedeva di incorporare la Navarra all'autonomia formata da Biscaglia, Gipuzkoa ed Álava. L'assemblea dei parlamentari baschi, in cui si negava la partecipazione ai navarri, negoziò con il governo la creazione del Consejo General Vasco (Consiglio Generale Basco), approvata il 6 gennaio 1978. In Navarra i successi dei Sanfermines, tra gli altri avvenimenti, ne contraddistinsero il futuro politico
In Galizia, con la maggioranza all'UCD, alla pre-autonomia si sommò la creazione della Giunta di Galizia, nel marzo 1978.

### Cortescostituenti: la costituzione del 1978
In estate il nuovo parlamento, con il consenso delle principali forze politiche, iniziò a formulare una nuova costituzione. Nel giugno 1978 il Congresso dei Deputati approvò il testo costituzionale con un'ampia maggioranza che includeva anche i conservatori di Alianza Popular e i comunisti del PCE. Alcuni partiti estremisti ed altri, come il PNV, si astennero o votarono contro. La Costituzione fu approvata in sessione congiunta dal Parlamento e dal Senato nel mese di ottobre 1978. Il 6 dicembre 1978 venne sottoposta a referendum la Carta costituzionale, con l'approvazione della maggioranza degli elettori, eccetto alcune province ed il Paese basco, dove ci fu una forte astensione.

### Accordi sociali

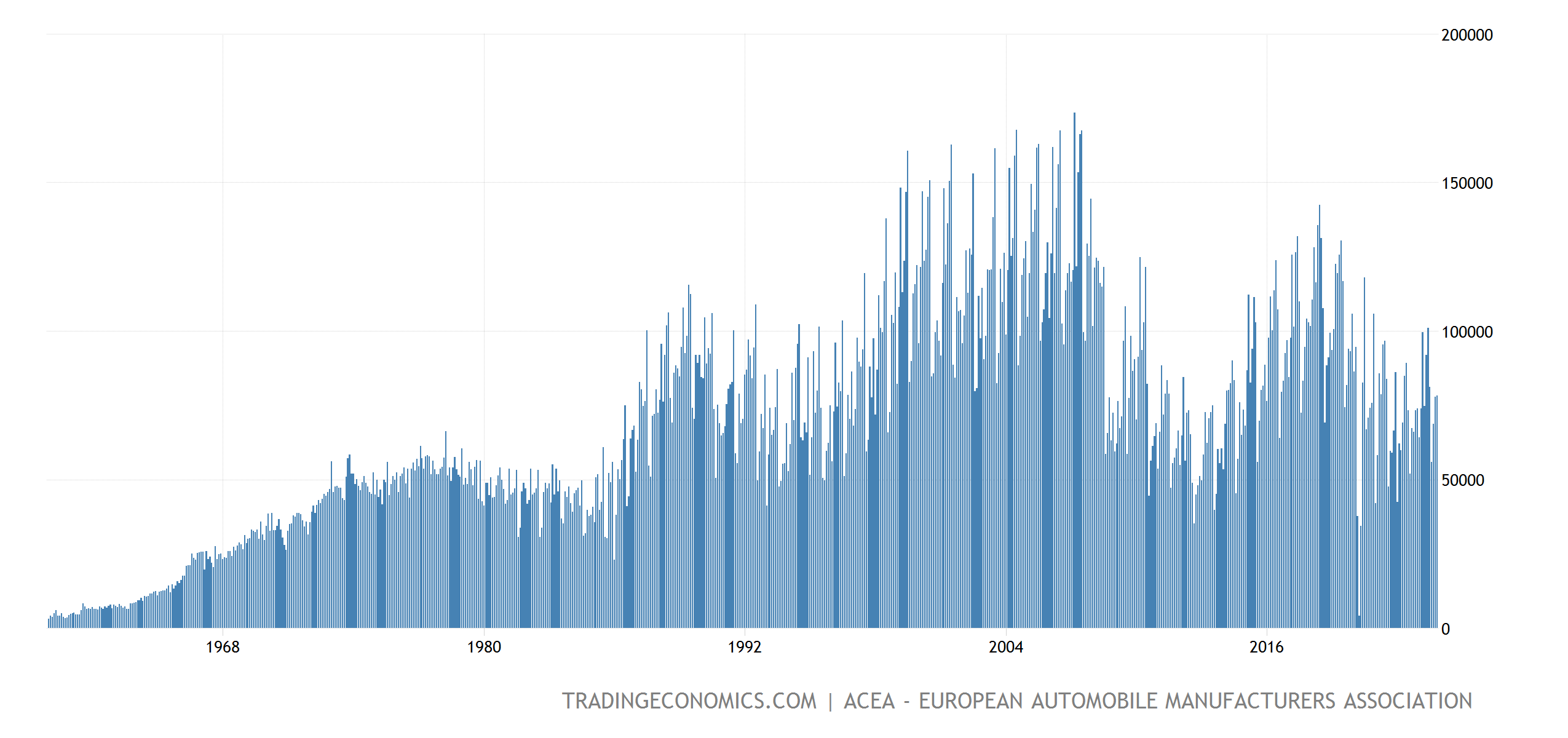
Nuove immatricolazioni di automobili in Spagna, su base mensile (1960-2023; Fonte: ACEA, via TradingEconomics). Dopo l'introduzione del "Piano di Stabilizzazione Nazionale" da parte di Franco nel 1959, la Spagna cominciò un discreto sviluppo che si interruppe nel 1976-1977, a causa di vari problemi sorti con la transizione democratica, e che sarebbe ripreso solo nella seconda metà degli anni '80.

A causa della grave crisi petrolifera avviatasi nel 1973 con la guerra del Kippur e di importanti problemi nella transizione democratica, la Spagna dal 1976-1977 entrò in una stagnazione forte che si sarebbe protratta per alcuni anni.
Già a fine 1977, anche per tentare di frenare la spirale inflattiva che dominava il periodo, furono segnati i "patti della Moncloa" tra le varie parti sociali. Essi non vennero accettati dalle parti di sinistra più radicali e anarchici, che portarono al caso Scala di inizio 1978 e ad altri gravi fatti di cronaca.

## Le elezioni generali del 1979 e il tentato golpe
Le elezioni della prima legislatura si svolsero il 1º marzo 1979. Videro la vittoria dell'Unione del Centro Democratico di Adolfo Suárez González, confermato Primo ministro. Il tentativo di stabilizzare il partito, dal 1979 si espresse con il manifestarsi di tendenze o correnti politiche molto diverse all'interno della coalizione dei partiti dell'UCD. Questo causò degli scontri che deteriorarono l'autorità di Adolfo Suárez e misero in dubbio la sua leadership. Mentre questo avveniva, nella società cresceva la delusione dell'opinione pubblica ispanica per le "promesse mancate" della democrazia: la mancata prosperità economica dell'epoca post-franchista e la crescente conflittualità sociale avrebbero, secondo Javier Cercas, addirittura offerto il clima propizio per il tentativo di colpo di Stato del 1981.
La tensione scoppiò a partire dal gennaio 1981 con le dimissioni di Suárez da presidente del governo e la sua sostituzione con Leopoldo Calvo-Sotelo. Suárez abbandonò il partito dopo la rottura con i socialdemocratici di Francisco Fernández Ordóñez, fondandone un altro, e Calvo-Sotelo divenne il nuovo presidente del partito. Questo accentuò ancora di più le tensioni interne e spinse Calvo-Sotelo a sciogliere il Parlamento ed a convocare le elezioni per il mese di ottobre del 1982.
La normalizzazione democratica non evitò le continue azioni violente dell'ETA, e, seppur in minor misura, del GRAPO. Parallelamente si percepiva, in un settore delle Forze Armate, una situazione di agitazione o inquietudine, inquietudine che poteva sfociare in un golpe militare. Il tentativo di colpo di Stato da parte di un gruppo di militari della Guardia Civil comandati dal tenente colonnello Antonio Tejero Molina, il pomeriggio del 23 febbraio 1981, non riuscì a instaurare un governo militare, ma mostrò il malcontento di una parte delle Forze Armate.

## Post transizione: la vittoria del PSOE
Alle elezioni generali del 1982 i centristi dell'UCD persero la maggioranza relativa a favore del PSOE e subirono un crollo drastico di voti, con soli 11 seggi, modificando tutto l'equilibrio politico precedente. Alianza Popular, il partito di centro destra di Manuel Fraga Iribarne passò invece da 9 a 107 seggi e divenne il principale partito d'opposizione. Per la prima volta il PSOE ottenne la maggioranza assoluta dei seggi, dopo essere stato nelle due legislature precedenti il principale partito di opposizione, e Felipe González divenne presidente del governo.
González al XXVIII Congresso del PSOE, nel maggio 1979, non aveva voluto aderire alle tendenze rivoluzionarie che dominavano il partito, per cui si era dimesso. Tuttavia, la convocazione di un congresso straordinario, mesi dopo, gli permise di ricondurre il partito verso una linea più moderata ed assumere di nuovo la carica. Nel corso del 1982 il PSOE confermò la linea moderata con l'avvicinamento al gruppo socialdemocratico di Fernández Ordóñez, recentemente separatosi dall'UCD.
Il trionfo elettorale del PSOE nel 1982, con più di 10 milioni di voti, inaugurò una fase di governo di quattro legislature totali che trasformò profondamente la Spagna.

## Presidenti del governo
- Carlos Arias Navarro (12 dicembre 1975 - 1º luglio 1976)
- Fernando de Santiago (ad interim) (1 - 3 luglio 1976)
- Adolfo Suárez González (3 luglio 1976 - 4 luglio 1977)
- Adolfo Suárez González (4 luglio 1977 - 30 marzo 1979)
- Adolfo Suárez González (30 marzo 1979 - 25 febbraio 1981)
- Leopoldo Calvo-Sotelo Bustelo (26 febbraio 1981 - 2 dicembre 1982)